# Danilo Zelen
Danilo Zelen, slovenski študent elektrotehnike in borec za osvoboditev Istre in Primorske, * 9. julij 1907, Senožeče, † 13. maj 1941, Mala gora nad Ribnico.

## Življenje in delo
Ljudsko šolo je obiskoval v rojstnem kraju, realko pa v Ljubljani, kjer je leta 1925 tudi maturiral. Po končani realki se je vpisal na elektrotehniški oddelek Tehniške fakultete v Ljubljani, vendar bil le fiktivni študent (vpisan do 1932), pa tudi nikoli zaposlen.
Od 1928 se je posvetil le boju za osvoboditev Primorske in Istre izpod fašistične Italije. Z Ivom Grahorjem se je 1928 udeležil tečajnega kongresa primorskih študentov v Cvetrožu (zaselek Branika), od tedaj stalno ilegalno prihajal z drugimi gverilci na Primorsko, spodbujal, organaniziral in izvajal oborožene akcije proti fašističnim osebam in ustanovam. Od ustanovitve 1929 je bil član ožjega vodstva TIGR-a in se posvetil organiziranju gverile na Primorskem, pošiljal gverilce, orožje, razstrelivo, usposabljal mlade za izdelovanje eksplozivnih naprav (česar se je naučil pri R. Rossettiju v Parizu) in pošiljal protifašistično literaturo. Kot vodilni član TIGR-a je sodeloval z italijanskimi antifašističnimi strankami v emigraciji (Concentrazione antifascista in Giustizia e libertà, Pariz), bil v osebnih stikih z voditelji in skrbel za širjenje njihovega tiska v Italijo. 
Fašistična policija ga je proglasila za enega najbolj nevarnih nasprotnikov in je bila od aprila 1930 za njim razpisana tiralica. Na tržaških procesih (1930, 1941) je bil obtožen glavne krivde za organiziranje atentatov, sabotaž in napadov na fašistične ustanove. Na svojem domu v Ljubljani (Tyrševa, sedaj Dunajska c.) je z Albertom Rejcem urejal in razmnoževal ilegalna lista Svoboda (1929–1940) in Ljudska fronta (1936), letake za primorski odpor, dajal zatočišče primorskim emigrantom, ki jih je preganjala jugoslovanska oblast. Decembra 1935 je z Albertom Rejcem in Justom Godničem v imenu Narodnorevolucionarnega gibanja Slovenije in Hrvaške v Julijska krajini podpisal akcijski pakt s Komunistično partijo Italije (KPI) in se angažiral za snovanje ljudske fronte na Primorskem. 
Ko je leta 1938 Benito Mussolini, italijanski fašistični voditelj, obiskal Kobarid je pripravil atentat nanj, ki bi ga moral izvesti Franc Kavs, vendar ga niso izpeljali, saj bi bile civilne žrtve med Slovenci. Po sestanku s Pinkom Tomažičem avgusta 1939 je posredoval orožje in razstrelivo slovenski komunistični organizaciji na Tržaškem, 1940 pa je s Ferdom Kravanjo organiziral sabotažne akcije na železnicah v Avstriji in Italiji. V času vojne napetosti med Italijo in Jugoslavijo je organiziral obveščevalno mrežo na Primorskem in med emigranti ter posredoval podatke o italijanski vojski obveščevalnemu centru poveljstva Dravske divizije v Ljubljani, v začetku druge svetovne vojne pa tudi britanski Secret Intelligence Service. Aprila 1941 je v okolici Ribnice s sodelavci pripravil 4 bunkerje z orožjem in razstrelivom, namenjene bodoči gverili proti okupacijskim silam (Anton Majnik je orožje pozneje izročil Ribniški partizanski četi).
Po okupaciji Slovenije se je Zelen skupaj z Majnikom in Ferdom Kravanjo umaknil v ilegalo v Lovšinovo gozdarsko kočo na Malo goro nad Ribnico. Tam naj bi jih opazil domačin in to prijavil orožniku. 13. maja so jih karabinjerji in trije orožniki obkolili in napadli. V oboroženem spopadu je bil Zelen hudo ranjen. Da ga Italijani ne bi živega dobili, si je z zadnjim strelom iz pištole vzel življenje. Kravanjo, ki je bil ob poizkusu samomora tudi ranjen, in Majnika so ujeli, a sta jim kasneje zbežala in se pridružila prvim partizanom (pozneje padla v NOB). Zelen je prva slovenska žrtev v takratni Dravski banovini v boju z okupatorjem.